# Kolega Pana Boga
Kolega Pana Boga – polski film fabularny z 1986 roku w reżyserii Wojciecha Brzozowicza.
Film powstał na kanwie słuchowiska Andante con Speranza autorstwa Janusza Domagalika.

## Opis fabuły
"W starej kamienicy żyje kobieta, która wraz z córką nie traci nadziei, że ojciec i mąż - który był oficerem marynarki i nie wrócił z wojny - żyje. Tę nadzieję podtrzymują wciąż przychodzące listy i paczki. W tym samym domu mieszka staruszek, który był marynarzem i widział śmierć owego oficera. To on nie ma odwagi wyjawić prawdy i wysyła owe przesyłki. Nagle przychodzi decyzja o rozbiórce kamienicy, lokatorzy muszą się wyprowadzić".

## Obsada
W rolach pierwszoplanowych wystąpili: Wieńczysław Gliński, Bogusz Bilewski, Ryszard Kotys, Jolanta Grusznic, Andrzej Szczytko, Kazimierz Meres, Anna Milewska i Barbara Zielińska.

## Ścieżka dźwiękowa
Za muzykę w filmie odpowiadał Jarosław Kukulski. Skomponował także muzykę do piosenki Tyle tęskonot w każdym sercu Janusza Domagalika, którą na potrzeby filmy wykonała Halina Frąckowiak.